# Rejon reszetyliwski
Rejon reszetyliwski – jednostka administracyjna w składzie obwodu połtawskiego Ukrainy.
Powstał w 1923. Ma powierzchnię 1000 km² i liczy około 30 tysięcy mieszkańców. Siedzibą władz rejonu jest Reszetylówka.
W skład rejonu wchodzą 1 osiedlowa rada oraz 18 silskich rad, obejmujących 81 wsi.